# 뉴조지아원숭이얼굴박쥐
뉴조지아원숭이얼굴박쥐(Pteralopex taki)는 큰박쥐과에 속하는 박쥐의 일종이다. 솔로몬 제도 좀더 구체적으로 뉴조지아섬과 방구누섬의 토착종으로 최근에 기술되었다. 콜롬방가라섬에서는 멸종된 것으로 추정하고 있으며, 다른 섬에 남아있는 개체군은 서식지 감소와 사냥으로 멸종 위협을 받고 있다. 따라서 국제 자연 보전 연맹(IUCN)은 멸종위기종으로 분류하고 있다.